# Didier Masson
Pour les articles homonymes, voir Masson.
Didier Masson, né le 23 février 1886 à Asnières-sur-Seine (France) et mort le 2 juin 1950 à Mérida (Mexique), est un pionnier français de l'aviation.

## Un aventurier des airs
Né le 23 février 1886 à Asnières dans le département de la Seine, il débarque à New York le 3 janvier 1910 comme mécanicien au sein de l'équipe de Louis Paulhan, forte de deux monoplaces Blériot et deux biplans Henri Farman. Elle participe à diverses exhibitions (dont le meeting aérien international de Los Angeles) jusqu'à ce que des recours légaux émanant des frères Wright l'obligent à repartir pour la France.
Recruté par un organisateur de spectacles aériens dénommé Ivan R. Gates, Masson reste quant à lui en Amérique. Il y pilote dans des meetings exhibitions et des démonstrations à travers tout le pays.
En novembre 1910 à New York, sous les yeux d'une foule enthousiaste, il prend les commandes du biplan d'Emma Lilian Todd lors de son premier vol. C'est le premier avion de l'histoire conçu et construit par une femme.
Didier Masson cherche aussi à inscrire son nom sur le palmarès des records : le 7 janvier 1911, il a un accident d'avion à 12 miles à l'ouest de San Bernardino lors de la première tentative de transport de journaux par les airs effectuée en Californie.
En juin de la même année, il est le premier aviateur à se rendre à Hawaï, où il survole Honolulu et parcourt 19 miles en 22 minutes.
Il retourne ensuite à San Francisco, puis gagne le Canada, où il fait des vols de démonstration et effectue vainement, sur un Curtiss Gordon Flyer, une tentative de liaison postale aérienne entre Calgary et Edmonton.
Véritable saltimbanque des airs, il vole en 1912 au sein du Flying Circus, la troupe de spectacle aérien montée par son protecteur Gates.

## Le premier bombardement aérien de l'histoire
Sa réincarnation suivante se fait dans la peau d'un mercenaire lors de la Révolution mexicaine. Recruté par le général rebelle Álvaro Obregón, il pilote un Glenn Martin acheminé en fraude depuis l'Arizona. Baptisé Sonora, le biplace qu'il monte avec son coéquipier mexicain Gustavo Salinas Caamiña peut transporter 75 kg de bombes. Le 10 mai 1913, l'équipage attaque dans la baie de Guaymas le General Guerrero, une canonnière de l'armée fédérale. Lancés d'une hauteur de 3 000 pieds, les projectiles manquent leur cible. Mais cette tentative suffit pour créditer ses auteurs du premier bombardement aérien de l'histoire.

## L'escadrille La Fayette
Aventurier de l'aviation dans le Nouveau Monde, Didier Masson demeure un patriote français. Apprenant la déclaration de guerre de 1914, il rentre en France à la fin du mois de septembre. Incorporé au 36e Régiment d'Infanterie, le sergent Masson passe dans le service aéronautique dès octobre 1914, et est breveté pilote militaire le 20 mars 1915.
D'abord affecté à la N 68 comme pilote Nieuport, promu adjudant en mars 1916, son passé d'aviateur sur le continent américain le désigne pour rejoindre la mythique escadrille La Fayette en avril 1916. Il y est décoré de la Croix de guerre 1914-1918.
De novembre 1916 à juin 1917, il est détaché à l'aérodrome de Cazaux comme moniteur d'aviation.
Il réintègre l'escadrille SPA 124 de juin à octobre 1917 avant d'être rappelé à l'arrière.
Après sa démobilisation, Didier Masson regagne le Nouveau Monde et débarque à New York en 1919. Sa nouvelle vie l'éloigne de l'aviation. Avec son épouse américaine, il gère le Potter Hotel à Santa Barbara jusqu'au milieu des années 1920.
Il meurt le 2 juin 1950 à Mérida, province[Quoi ?] du Yucatán, au Mexique.